# Jacky Courtillat
Jacky Courtillat   (Melun, 8 de gener de 1943) és un tirador d'esgrima francès, ja retirat, especialista en floret, que va competir durant la dècada de 1960.
El 1960 va prendre part en els Jocs Olímpics d'Estiu de Roma, on quedà eliminat en quarts de final en la prova del floret per equips del programa d'esgrima. Quatre anys més tard, als Jocs de Tòquio, va guanyar la medalla de bronze en la mateixa prova, mentre en la del floret individual quedà eliminat en sèries.
En el seu palmarès també destaquen dues medalles de bronze al Campionat del món d'esgrima, el 1963 i el 1965 i una de bronze als Jocs del Mediterrani de 1967. El 1964 guanyà el campionat de França de floret.